# Komtenga
Komtenga är en ort i Burkina Faso.   Den ligger i provinsen Bazega Province och regionen Centre-Sud, i den centrala delen av landet, 26 km söder om huvudstaden Ouagadougou. Komtenga ligger 306 meter över havet och antalet invånare är 157.
Terrängen runt Komtenga är platt. Närmaste större samhälle är Kounda, 5,3 km öster om Komtenga.
Omgivningarna runt Komtenga är en mosaik av jordbruksmark och naturlig växtlighet. Runt Komtenga är det ganska tätbefolkat, med 67 invånare per kvadratkilometer.